# Jagd auf James A.
Jagd auf James A. (Originaltitel: I Am a Fugitive from a Chain Gang, Alternativtitel: Ich bin ein entflohener Kettensträfling) ist ein in den Vereinigten Staaten produzierter Schwarzweißfilm aus dem Jahr 1932 mit Paul Muni in der Hauptrolle. Der Film thematisiert das brutale Gefängnissystem der Südstaaten.

## Handlung
Nach dem Ende des Ersten Weltkrieges kehrt James Allen als Held in die Vereinigten Staaten zurück. Er war bei den Pionieren und seine Zukunft sieht er nun im Bau von Brücken und Straßen. Von seiner Familie dazu gedrängt nimmt er sein altes Leben, mitsamt der Stelle als Buchhalter in der Schuhfabrik wieder auf. Er kann sich aber nicht mehr auf diese Arbeit konzentrieren. Mit Einwilligung seiner Mutter kündigt er.
Auf der Suche nach einem neuen Job reist er durch das ganze Land, aber ohne jeglichen Erfolg. Durch einen flüchtigen Bekannten wird Allen unschuldig in einen Raubmord verwickelt und zu 10 Jahren Haft im Arbeitslager verurteilt. Als Kettensträfling bekommt Allen die menschenverachtenden Haftbedingungen in einer „Chain Gang“ am eigenen Leib zu spüren: endlose Arbeitstage, furchtbaren Fraß zum Essen und vor allem die ständigen Misshandlungen durch die Wärter. Mit der Hilfe von zwei Mitgefangenen gelingt James Allen die Flucht.
In Chicago findet er einen Job und durch seinen Einsatz und sein Können steigt er schnell auf. Er beginnt eine Affäre mit seiner hübschen Zimmerwirtin Marie. Als er sie verlassen will, droht sie damit seine Vorgeschichte zu verraten und zwingt ihn, sie zu heiraten. James hält die Zwangs-Ehe mit seiner untreuen Frau nicht mehr aus. Als er sich in Helen verliebt, verrät Marie ihn an die Polizei.
In der Untersuchungshaft empfängt James ein paar Journalisten und gibt ihnen detaillierte Informationen über die Zustände in der „Chain Gang“. Diese Berichte rufen eine landesweite Empörung hervor.
Da James inzwischen ein geachteter Bürger ist, will Chicago ihn nicht ausliefern. Es kommt zu Streitigkeiten zwischen dem Staat Illinois, der seine Begnadigung fordert, und dem Südstaat, der seine Auslieferung und die Ableistung der Strafe fordert. Als Kompromiss wird ausgehandelt, dass James sich für 90 Tage wieder in ein Straflager begibt, nach Ablauf dieser Frist aber begnadigt wird.
Im Straflager angekommen trifft er auf Bomber, einen der Helfer seiner damaligen Flucht. Von ihm erfährt er, dass er im schlimmsten aller Lager gelandet ist. Der Kompromiss über die 90 Tage wird von einer Kommission auf 9 Monate verlängert. Dies geschieht aus Rache über den von der Presse verursachten Skandal über die Zustände in den Lagern. James will auch diese 9 Monate durchstehen. Dann aber wird auch dieser Entlassungstermin auf unbestimmte Zeit verschoben.
Mit Bomber plant er einen Ausbruch aus dem Lager. Auf der rasanten Flucht mit einem LKW wird Bomber von den Wärtern erschossen. James kann entkommen.
Nach einem Jahr taucht er eines Nachts bei Helen auf. Trotz ihrer Liebe gibt es keine Zukunft für sie da er illegal im Untergrund leben muss. Auf ihre Frage, wovon er denn lebe, antwortet er: „Ich stehle!“ und verschwindet in der Dunkelheit. Jetzt ist er wirklich zum Verbrecher geworden.

## Hintergrund
In den Vereinigten Staaten wurde der Film am 10. November 1932 veröffentlicht. Seine deutsche Erstaufführung erlebte der Film unter dem Titel  Ich bin ein entflohener Kettensträfling  am 17. März 1933 im Berliner Mozartsaal. Der Film erschien in einer deutschen Synchronfassung. Für Paul Muni sprach Veit Harlan, der spätere Regisseur des antisemitischen Films Jud Süß (1940). Weitere Filme des jüdischen Oscarpreisträgers Muni kamen im nationalsozialistischen Deutschland nicht mehr zur Aufführung. In einer neueren Synchronfassung aus dem Jahr 1966 lieh Michael Chevalier Paul Muni seine Stimme.

## Kritiken
„Klassischer amerikanischer Gangsterfilm aus den frühen 30er Jahren; zugleich ein erschütterndes sozialkritisches Dokument.“

„Fesselnde Anklage des US-Justizsystems“

Nach der deutschen TV-Erstaufführung am 22. April 1968 im Zweiten Deutschen Fernsehen (ZDF) urteilte der Evangelische Film-Beobachter: „Sozialkritischer Streifen aus der Frühzeit des amerikanischen Gangsterfilms. Am Beispiel eines zu Unrecht ins Zuchthaus geratenen Mannes geißelt Mervyn LeRoy die Zustände, unter denen die Kettensträflinge leben mußten, und gibt darüber hinaus eine präzise Schilderung der Zeit und des Milieus, in denen das Gangstertum gedieh. Die Mischung von Spannung und Sozialkritik sowie das eindrucksvolle Spiel des Hauptdarstellers Paul Muni empfehlen den Film für erwachsene Zuschauer.“

## Auszeichnungen
Oscarverleihung 1934
- nominiert:
  - Bester Film
  - Bester Hauptdarsteller: Paul Muni
  - Bester Ton: Nathan Levinson

Der Film wurde 1991 als besonders erhaltenswert eingestuft und ins National Film Registry aufgenommen.